# 三枝輝行
三枝 輝行（さえぐさ てるゆき、1940年11月16日 -  ）は、日本の経営者。阪神百貨店社長、会長を務めた。

## 経歴
- 1940年（昭和15年）11月16日 - 兵庫県加西市生まれ[1]。
- 1963年に学習院大学政経学部政治学科を卒業
- 同年に阪神百貨店に入社[1]
- 1989年6月に取締役に就任し、常務を経て、
- 1995年6月に社長に就任[1]
- 2005年6月から1年間会長を務めた[2]
- 2007年6月にサエグサ流通研究所を設立し、代表取締役に就任[3]

その他、2007年から2021年までに「三枝輝行の商い勘所」のパーソナリティも務めた。

## 人物

### 幼少期・学生時代
1940年、兵庫県加西市に生まれた。一人っ子で、兄弟姉妹はいなかった。父親の二郎は、海軍で南方戦線に従軍し、その後大分県別府市で働いていた。三枝自身も防空壕に避難した経験があり、また母親と一緒に別府を訪れたことを覚えている。
終戦間際に父親が復員し、神姫バスとして知られるバス会社の経営を本格化させ、家計が安定し始めた。しかし、その後、母親が結核にかかり、三田市の病院に入院した。この頃、夜の8時や9時に帰宅した父に、夕食を作ってもらう日々が続いた。この時期、小学5年生のときには父親と一緒に上高地に旅行に行ったことが、唯一の家族旅行となった。
しかし、小学校6年生のとき、母親は帰宅したが、もはや回復の見込みはなかった。母が自宅にいることは幸せだったが、その後わずか1年後に38歳で母は亡くなった。父親は全財産を母親の治療に費やし、母の棺の傍らで声を抑えて泣いていた。父は再婚したが、三枝は元々再婚に反対であり、継母との関係もうまくいかなかった。継母から逃れるため、久学寺に籠り、大多数の若者が逃げ出す中、1か月間勉強した。
また、父は三枝ら血縁者を一切神姫バスに入社させるつもりはなかった。ある日、父親が神姫バス本社から社用車で帰宅したとき、買い物に行く途中の三枝は、運転手から誘われて乗せてもらった。ところが、翌日、初めて父親にこの件で殴られてしまった。それほど父は公私の区別が厳格だった。後年、そんな父の死に、阪神・淡路大震災直後で混乱する姫路へ、「漢神百貨店」のパートナーが葬儀に訪れたことに深く感動した。
そんな三枝は、継母との関係を見かねた祖母に遠方への進学を進められた。質実剛健な校風に惹かれ、学習院大学政経学部に進学した。千田是也の弟の自宅に下宿し、東山千栄子に可愛がられ、岡田真澄らとも親交があった。アーチェリーのクラブ活動にも勤しんだ。一方、大学4年間は彼女を持たないと決めており、周りに流されず恋愛はしなかった。

### 阪神百貨店入社
元々観光開発に関わりたいと思い、知人に阪神電気鉄道への入社のあっせんを頼んだ。しかし、この知人が成長途上だった百貨店への就職のほうが面白いと勧め、設立6年目の阪神百貨店を受験。試験会場に30分遅れで到着するも合格し、たった7名の総合職（大卒男子）として入社した。新人研修の座学に飽き、途中で抜け出して映画を見るなど不真面目だった。しかし、入社半年後の10月には主任に就き、200人もの女性店員を率いた。五輪景気で多数の商品が売れたが、それだけでは面白くないと独自商品をデザイン・委託生産させ、全国の百貨店に販売、堤清二から表彰も受けた。
これが勝手な行動だと営業担当の役員の逆鱗に触れてしまい、靴売場に異動。すると、三枝は出勤を拒否。しかし、日ごろ強権的に接していた女性店員らも仕事をボイコットし、売上は急落。これは、三枝のビジネスモデルが現場で高く評価されていたからであった。3週間もすると部長までが自宅を訪ねてきたが、三枝はクビになる覚悟で元の売場への復帰と謝罪を要求。あっさり受け入れられてしまった。
阪急百貨店うめだ本店との競争にも向き合った。木の実ナナの広告なども通じてヤングファッション売場で大阪ナンバーワンの売上を達成し、阪神タイガースの選手兼監督だった村山実らを起用した紳士用セーターの広告も行った。
ラグジュアリーブランドが出店していないことを逆手に取った「質流れセール」の実施のほか、数少ない高級ブランドの出店としては「ハンティングワールド」を誘致した。代理店である伊藤忠商事の岡藤正広らと交渉し、ボブ・リーを料亭「播半」に招くなどし、実現した。また、海外事業として、台北1店舗展開だった来来百貨店の台中進出、高雄市への「漢神百貨」の進出に関わった。社長の河西計介とは店内改装を巡って対立したことはあるが、海外事業は三枝に一任していた。

### 社長就任
1995年（平成7年）、漢神百貨の開業なども終わったことから、河西から次期社長への就任を要請された。この際、ワンマン社長になってしまうことの予感とともに、10年勤めたらあとは辞任することを決めた。
メインバンクだった住友銀行への借入金完済や支店退出要請やエレベーターガール、取引先による阪神百貨店商品から役員への中元・歳暮の廃止など合理化を進めた。一方、活性化策としてはデパ地下の強化、初の支店（阪神・にしのみや）開設、くまもと阪神（のちの県民百貨店）などにも携わった。その後、村上ファンドによる阪神百貨店の株式買い占めに端を発した阪急・阪神経営統合が行われた。この際、「ライバル（阪急百貨店）との経営統合は有り得ない」として、阪神百貨店の会長をわずか1年で辞任した。

### 退任後
隠居するつもりだったが、積水ハウスなど複数の企業より監査役への就任を要請された。そうしたこともあり、2007年6月にサエグサ流通研究所を淀屋橋で設立し、各地で講演会などの活動を行っている。

### 阪神タイガース関係
- 村山実
- 星野仙一